# Saleen S5S Raptor
Saleen S5S Raptor — суперкар каліфорнійської компанії Saleen. Прототип презентували на Нью-Йоркському автосалоні 20 березня 2008. Концепт-кар S5S розробила 2007 дизайнерська компанія ASC Creative Services з Воррен з штату Мічиган. На модель планували встановити мотор V8 з моделі Saleen S302-E об'ємом 5,0 л потужністю 660 к.с. (480 кВт). Модель прискорювалась 0-97 км/год за 3,3 секунди. Шасі виготовлене з алюмінієвих сплавів, кузов з скловолокна, композитних матеріалів.
Випуск моделі планували розпочати у грудні 2010 — січні 2011 при ціні 185.000 доларів.